# Oenothera coryi
Oenothera coryi är en dunörtsväxtart som beskrevs av Warren Lambert Wagner. Oenothera coryi ingår i släktet nattljussläktet, och familjen dunörtsväxter. Inga underarter finns listade i Catalogue of Life.